# Ptiliola
Genre
Synonymes
- Nanoptilium Flach, 1889[1]

Ptiliola est un genre de coléoptères de la famille des Ptiliidae.

## Liste d'espèces
Selon BioLib (3 mars 2021) :
- Ptiliola brevicollis, Matthews, 1860;
- Ptiliola kunzei, Heer, 1841.

Selon Catalogue of Life (3 mars 2021) :
- Ptiliola brevicollis, Matthews, A., 1860 ;
- Ptiliola collani, Mäklin, 1853 ;
- Ptiliola flammifera, Młynarski, 1985 ;
- Ptiliola fulva, Johnson, 2008 ;
- Ptiliola kunzei, Heer, 1841.